# Niszczyciele typu Kit
Niszczyciele typu Kit – rosyjskie niszczyciele z przełomu XIX i XX wieku. W latach 1898–1900 w niemieckiej stoczni Schichau w Elblągu zbudowano cztery okręty tego typu. Jednostki weszły w skład Floty Bałtyckiej Marynarki Wojennej Imperium Rosyjskiego w 1900 roku i po przebazowaniu na Daleki Wschód wzięły udział w wojnie rosyjsko-japońskiej. Podczas niej trzy okręty zostały internowane w chińskim porcie Tsingtao, a jeden został samozatopiony w styczniu 1905 roku w Port Artur. Internowane niszczyciele zostały zwrócone Rosji i w czasie I wojny światowej służyły na Dalekim Wschodzie, a od 1917 roku dwa zostały przeniesione do Arktyki. Jednostki zostały złomowane w latach 1923–1924.

## Projekt i budowa
Niszczyciele typu Kit zostały zamówione i zbudowane w Niemczech . Do 1907 roku jednostki te w Marynarce Wojennej Imperium Rosyjskiego klasyfikowano jako torpedowce . Wszystkie cztery okręty powstały w stoczni Schichau w Elblągu . Stępki jednostek położono w latach 1898–1899, a zwodowane zostały w latach 1899–1900 .
| Okręt                       | Stocznia | Położenie stępki | Wodowanie            | Wejście do służby | Los                                  |
| --------------------------- | -------- | ---------------- | -------------------- | ----------------- | ------------------------------------ |
| „Kit” („Bditielnyj”)        | Schichau | marzec 1899      | 30 listopada 1899    | czerwiec 1900     | samozatopiony 2 stycznia 1905        |
| „Skat” („Biesposzczadnyj”)  | Schichau | marzec 1899      | 25 października 1899 | lipiec 1900       | internowany w 1904, złomowany w 1923 |
| „Dielfin” („Biesstrasznyj”) | Schichau | marzec 1899      | 12 sierpnia 1899     | wrzesień 1900     | internowany w 1904, złomowany w 1924 |
| „Kasatka” („Biesszumnyj”)   | Schichau | 1898             | 17 marca 1900        | lipiec 1900       | internowany w 1904, złomowany w 1924 |

## Dane taktyczno-techniczne
Okręty były niewielkimi, dwukominowymi niszczycielami z dwoma masztami. Długość całkowita wynosiła 61,75 metra, szerokość 6,7 metra i zanurzenie 2,9 metra. Wyporność normalna wynosiła 346–350 ton, a pełna 445 ton . Okręty napędzane były przez dwie pionowe maszyny parowe potrójnego rozprężania o łącznej mocy 6000 KM, do której parę dostarczały cztery kotły Schichau . Dwuśrubowy układ napędowy pozwalał osiągnąć prędkość 27 węzłów . Okręty mogły zabrać zapas węgla o maksymalnej masie 80 ton, co zapewniało zasięg wynoszący 1500 Mm przy prędkości 10 węzłów .
Uzbrojenie artyleryjskie okrętów stanowiły: pojedyncze działo kalibru 75 mm Canet L/48 oraz pięć pojedynczych dział trzyfuntowych kalibru 47 mm Hotchkiss M1885 L/40 . Jednostki wyposażone były w trzy pojedyncze obracalne nadwodne wyrzutnie torped kalibru 381 mm: dwie umieszczone na pokładzie między kominami i trzecią za drugim kominem, z łącznym zapasem sześciu torped .
Załoga pojedynczego okrętu liczyła 64 oficerów, podoficerów i marynarzy .

## Służba

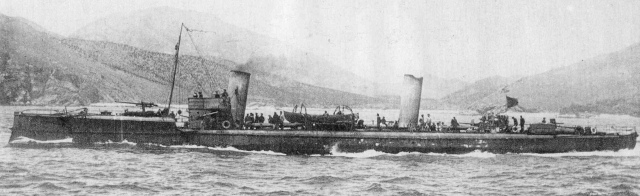
„Biesposzczadnyj” między 1900 a 1917 rokiem

Niszczyciele typu Kit zostały wcielone do służby w Marynarce Wojennej Imperium Rosyjskiego w 1900 roku . Wszystkie jednostki weszły w skład Floty Bałtyckiej. W marcu 1902 roku zmieniono nazwy okrętów: „Kit” na „Bditielnyj”, „Skat” na „Biesposzczadnyj”, „Dielfin” na „Biesstrasznyj” i „Kasatka” na „Biesszumnyj” . Między 1902 a 1903 rokiem niszczyciele zostały przerzucone na Daleki Wschód.
W momencie wybuchu wojny rosyjsko-japońskiej wszystkie jednostki wchodziły w skład 1. Flotylli Niszczycieli I Eskadry Oceanu Spokojnego, stacjonując w Port Artur. Podczas działań wojennych utracony został „Bditielnyj”, samozatopiony w styczniu 1905 roku w Port Artur. „Biesszumnyj”, „Biesstrasznyj” i „Biesposzczadnyj” zostały natomiast internowane 2 sierpnia?/15 sierpnia 1904 roku w chińskim porcie Tsingtao. Po zakończeniu działań wojennych, w listopadzie 1905 roku okręty zostały zwrócone Rosji .
W 1912 roku na ocalałych okrętach dokonano modernizacji uzbrojenia: zdemontowano wyrzutnie torped kal. 381 mm i wszystkie działa kal. 47 mm, instalując w zamian trzy pojedyncze wyrzutnie torped kalibru 450 mm oraz drugą armatę kalibru 75 mm i sześć pojedynczych karabinów maszynowych kalibru 7,62 mm . Podczas I wojny światowej niszczyciele początkowo bazowały we Władywostoku, a w październiku 1917 roku „Biesstrasznyj” i „Biesszumnyj” zostały przerzucone do Arktyki. W trakcie wojny domowej wszystkie trzy okręty zostały w 1918 roku przejęte przez interwentów . Po zdobyciu przez Armię Czerwoną z powodu złego stanu technicznego nie zostały wcielone do służby i złomowano je w latach 1923–1924 .